# ثورة ملونة
ثورات الألوان (أحيانًا الثورات الملونة) هي عبارة عن سلسلة من الاحتجاجات السلميّة غالبًا، والتغييرات المصاحبة للحكومة والمجتمع (سواء بقيت محاولات أو حققت نجاحًا)، وقد حدثت تلك الثورات في دول ما بعد الاتحاد السوفيتي (لا سيما جورجيا وأوكرانيا وقرغيزستان) وجمهورية يوغوسلافيا الاتحادية خلال أوائل القرن الحادي والعشرين. كان الهدف من الثورات الملونة إقامة ديمقراطيات ليبرالية على النمط الغربي. وقد اندلعت في المقام الأول بسبب نتائج الانتخابات التي نُظر إليها على نطاقٍ واسع على أنها مزورة. تميزت الثورات الملونة باستخدام الإنترنت كوسيلة للتواصل، بالإضافة إلى الدور القوي للمنظمات غير الحكومية في الاحتجاجات.
نجح بعض من هذه الحركات في تحقيق هدفه المتمثل في إزاحة الحكومة، مثل ثورة البلدوزر في جمهورية يوغوسلافيا الاتحادية (2000)، وثورة الزهور في جورجيا (2003)، والثورة البرتقالية في أوكرانيا (2004)، وثورة التوليب في قرغيزستان (2005)، والثورة المخملية في أرمينيا (2018). وصف عالِما السياسة، فاليري جين بونس وسيفا جونيتسكي تلك الثورات بأنها «موجة ديمقراطية»، راجت بين ثورات عام 1989 وثورات الربيع العربي 2012-2010.
اتهمت كل من روسيا والصين وإيران، العالم الغربي بتنظيم ثورات ملونة لتوسيع نفوذه.

## خلفية

### الحركات الطلابية
كانت أولى هذه الحركات حركة أوتبور! («مقاومة!») في جمهورية يوغوسلافيا الاتحادية. تأسست الحركة في جامعة بلغراد في أكتوبر من عام 1998، إذ بدأ الاحتجاج ضد ميلوشيفيتش في أثناء حرب كوسوفو. وكان معظم أعضائها من قدامى المحاربين في مظاهراتٍ سابقة مناهضة لميلوشيفيتش، كالاحتجاجات التي حدثت بين عامي 1997-1996 واحتجاج 9 مارس في عام 1991. وتعرضّ عديد منهم إلى الضرب من الشرطة أو الاعتقال. وعلى الرغم من هذا، أطلقت أوتبور! حملة بعنوان Gotov je (لقد انتهى) التي حفزت استياء الصرب من ميلوشيفيتش وأسفرت عن هزيمته.
ألهم أعضاء حركة أوتبور! أفراد الحركات الطلابية المشابهة ودربوهم، بما في ذلك حركة كمارا في جورجيا، وحركة بورا في أوكرانيا، وحركة زوبر في بيلاروسيا، وحركة ميافاتا في ألبانيا. وكانت هذه المجموعات واضحة ودقيقة في مقاومتها السلمية، كما دافع عنها أستاذ العلوم السياسية جين شارب في كتاباته وشرحها.

## احتجاجات ناجحة

### صربيا
أقام الناشطون المعارضون لحكومة سلوبودان ميلوشيفيتش في الانتخابات العامة اليوغوسلافية في عام 2000، معارضة موحدة وشاركوا في تعبئة مدنية من خلال تشجيع الناخبين على المشاركة في العملية الانتخابية عبر حملات «اخرجوا للتصويت». وقد استُخدم هذا النهج في انتخابات برلمانية أخرى في بلغاريا (1997)، وسلوفاكيا (1998)، وكرواتيا (2000). لكن طُعن في النتائج وأعلنت لجنة الانتخابات الفيدرالية أن مرشح المعارضة فويسلاف كوشتونيتسا لم يحصل على الأغلبية المطلقة اللازمة لتجنب انتخابات الإعادة، على الرغم من اعتقاد بعض المصادر السياسية أنه حصل على ما يقارب 55٪ من الأصوات. دفعت التناقضات في إجمالي الأصوات وحرق السلطات لوثائق الانتخابات، تحالف المعارضة إلى اتهام الحكومة بالتناقض الانتخابي.
اندلعت احتجاجات في بلغراد بلغت ذروتها بالإطاحة بسلوبودان ميلوشيفيتش. ودعمت حركة أوتبور تلك الاحتجاجات، وشارك بعض أعضائها لاحقًا في ثوراتِ بلدانٍ أخرى. تُعد عادةً تلك المظاهرات أول مثال عن الثورات السلمية التي ظهرت لاحقًا في الدول السوفييتية السابقة. وعلى الرغم من عدم تبني المتظاهرين على مستوى البلاد لونًا أو رمزًا محددًا، إلا أن شعار «Gotov je» (بالأبجدية السيريلية الصربية: Готов је، تعني حرفيًا «لقد انتهى») أصبح رمزًا مميزًا من الماضي يحتفي بنجاح الاحتجاجات. عُرفت الاحتجاجات تلك بثورة البلدوزر بسبب استخدام مَحْمَل عجلات قاده المتظاهرون نحو مبنى إذاعة وتلفزيون صربيا الذي كان بمثابة الذراع الإذاعية الرئيسة لحكومة ميلوشيفيتش.

### جورجيا
قامت ثورة الزهور في جورجيا في نوفمبر من عام 2003 وكانت بمثابة تغيير سلمي للسلطة. وحدثت هذه الواقعة نتيجة لاحتجاجات واسعة النطاق ضد الانتخابات البرلمانية المتنازع عليها، وبلغت ذروتها باستقالة الرئيس إدوارد شيفرنادزه. مثلت تلك الثورة نهاية زعامة الحقبة السوفييتية في البلاد، واستمدت اسمها من اللحظة الحاسمة التي اقتحم فيها متظاهرون بقيادة ميخائيل ساكاشفيلي جلسة البرلمان وهم يحملون ورودًا حمراء في أيديهم.

#### أدجارا
كانت أزمة أدجارا التي تُعرف أيضًا باسم ثورة أدجارا أو ثورة الزهور الثانية، أزمة سياسية حدثت في أدجارا التي تتمتع بالحكم الذاتي في جمهورية جورجيا، قادها أصلان أباشيدزي الذي رفض الانصياع للسلطات المركزية بعد إقصاء الرئيس إدوارد شيفرنادزه خلال ثورة الزهور في نوفمبر من عام 2003. وهددت هذه الأزمة بالتطور إلى مواجهة عسكرية، إذ حشد الجانبان قواتهما على الحدود الداخلية. لكن حكومة الرئيس الجورجي ميخائيل ساكاشفيلي تمكنت من تجنب إراقة الدماء بعد الثورة، وأكدت تفوقها بمساعدة المعارضة الأجارية. نُفي أباشيدزي في مايو من عام 2004 وتسلّم ليفان فارشالوميدزه من بعده. 

### أوكرانيا
الثورة البرتقالية في أوكرانيا هي عبارة عن سلسلة من احتجاجات قادت إلى اضطرابات سياسية منذ أواخر نوفمبر من عام 2004 وحتى يناير من عام 2005. كان السبب الأول في اكتساب هذه الثورة زخمًا تاريخيًا هو المبادرة التي قام بها عامة السكان، نتيجةً لعواقب انتخابات الإعادة الرئاسية الأوكرانية في عام 2004 التي زُعم أنه شابها فسادٌ هائل وترهيبٌ للناخبين وتزويرٌ انتخابي. كانت العاصمة كييف النقطة المحورية لحملة المقاومة المدنية، إذ تظاهر آلاف من المحتجين يوميًا. وعلى الصعيد الوطني، سُلّط الضوء على تلك الثورة من خلال سلسلة من أعمال العصيان المدني والاعتصامات والإضرابات العامة التي نظمتها حركة المعارضة.

### قرغيزستان (2005)
أدت ثورة التوليب المعروفة أيضًا باسم الثورة القرغيزستانية الأولى، إلى إقصاء الرئيس عسكر أكاييف من السلطة آنذاك. بدأت الثورة بعد الانتخابات البرلمانية في 27 فبراير و13 مارس من عام 2005. إذ احتج الثوار على الفساد والاستبداد الذي يمارسه أكاييف وعائلته وأنصارهما. فرَّ أكاييف إلى كازاخستان ثم إلى روسيا، ووقّع بيان استقالته بحضور وفد برلماني قرغيزستاني في 4 أبريل من عام 2005 في السفارة القرغيزية في موسكو. وصادق البرلمان القرغيزي المؤقت على الاستقالة في 11 أبريل من عام 2005.

### مولدوفا
كانت ثمة اضطرابات مدنية في جميع أنحاء مولدوفا وصفها بعضهم بالثورة، وذلك في أعقاب الانتخابات البرلمانية لعام 2009، إذ أكدت المعارضة على أن الشيوعيين قد تلاعبوا بالانتخابات. وكان ثمة انحياز كبير مؤيد للشيوعية في وسائل الإعلام في الفترة التي سبقت الانتخابات، فخضع تكوين السجلات الانتخابية للتدقيق. خَلُص مراقبو الانتخابات الأوروبيون إلى وجود «تأثير إداري غير مبرر» في الانتخابات. تولدت موجة غضب على الرئيس فلاديمير فورونين الذي وافق على التنحي كما تقتضي حدود الولاية في الدستور، لكنه صرّح بعد ذلك بأنه سيحتفظ بدورٍ رئيسٍ في السياسة، ما أدى إلى مخاوف من عدم حصول تغيير حقيقي في السلطة. تناقضت آراء وممارسات النخبة السياسية التي تدربت على يد السوفييت وتحدثت بالروسية، مع غالبية سكان البلاد ممن فضلوا اتجاهًا أكثر تأييدًا لأوروبا. ومن بين العوامل الرئيسة التي ساهمت أيضًا في هذا السياق، مسألة العلاقات مع رومانيا. إذ انفصلت مولدوفا عن رومانيا بعد الاحتلال الروسي بموجب الميثاق النازي السوفييتي لعام 1939. وقد ازدادت المطالبات بإقامة علاقات أوثق مع رومانيا بسبب عضويتها في الاتحاد الأوروبي على النقيض من الركود الاقتصادي والفشل الذي عانت منه مولدوفا. باتت مولدوفا في ظل الحكم الشيوعي أفقر دولة في أوروبا، وانتقدت الوكالات الدولية فشل الحكومة في معالجة الفساد وتقييدها حريات الصحافة.